# 浜屋

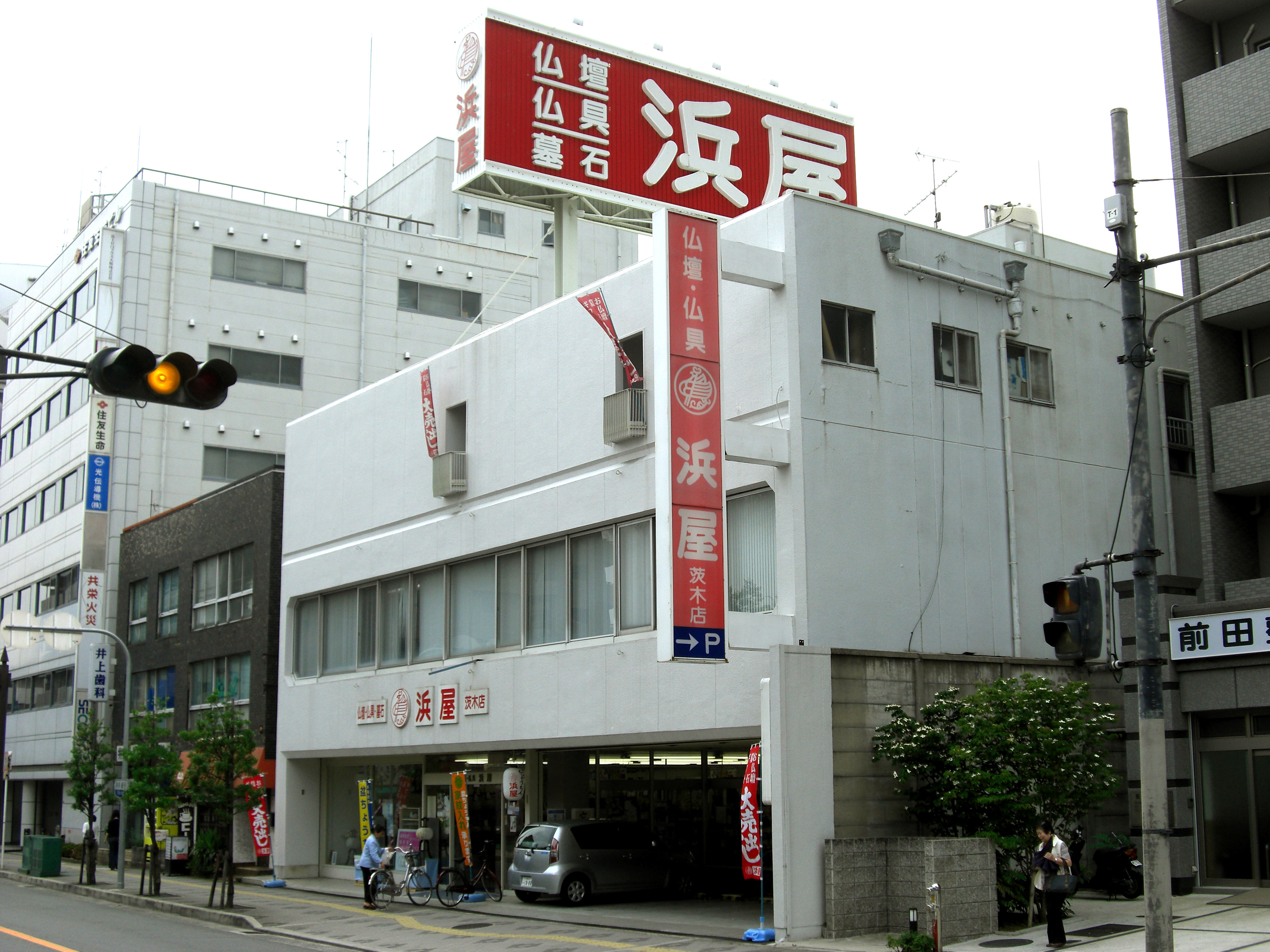
浜屋茨木店（大阪府茨木市）

浜屋株式会社（はまや）は、兵庫県姫路市南畝町に本社を置く仏壇・仏具を販売をおこなう会社である。
地元の兵庫県のみならず、大阪府・奈良県などに関西最大級の30店舗を展開している。「♪お仏壇の、浜屋～」と歌われる関西ローカルCMも有名である。

## 沿革
- 1804年 初代・濱屋治左衛門が創業。当時は姫路藩お抱えの塗物師として漆塗全般を生業とする。
- 1948年 五代目・濱田常治郎が株式会社を設立（資本金18万円、社員数6名）。
- 1968年 姫路に仏壇一貫製造の直営工場が完成
- 1970年 支店第一号店「神戸本店」オープン
- 1987年 各種保険商品の取扱開始
- 1985年 「友の会」システムを開始
- 1989年 本社ビル「浜屋ハートビル」完成
- 1991年 旅行事業部「ハートリップ倶楽部」開始
- 1997年 「浜屋西宮統合センター」完成
- 2014年3月：事業不振になっていた仏壇の畑中から事業を譲渡される[3]。

## 事業内容
事業構成比：仏壇50%、一般仏具20%、寺院用品15%、墓石・ギフト15%
- 仏壇・仏具・神具類の製造販売業
- 寺院用品
- 墓石販売業
- ギフト事業
- 保険及び 旅行代理店業

また1995年の阪神・淡路大震災では、震災直後に被災者宅の仏壇の無償預かりを実施した。預かり総数は約6500基。